# Snarby
Snarby est une localité du comté de Troms, en Norvège.

## Géographie
Administrativement, Snarby fait partie de la kommune de Tromsø.